# الثلاث عشرية
الثلاث عشرية هي طائفة شيعية كانت تعتقد أن عدد الأئمة هم ثلاثة عشر، وكانت هذه الطائفة تستند إلى روايات وردت في كتب الطائفة الاثنا عشرية تنص على أن الأئمة هم علي بن أبي طالب واثني عشر حفيدًا من نسل زوجته فاطمة الزهراء، وكان هبة الله بن أحمد بن محمد هو من قال بذلك: «فعمل هبة الله بن أحمد بن محمد له كتاباً وذكر أن الأئمة ثلاثة عشر مع زيد بن علي بن الحسين، واحتج بحديث في كتاب سليم بن قيس الهلالي أن الأئمة اثنا عشر من ولد أمير المؤمنين. له كتاب في الإمامة».

## اقرأ أيضاً
- طوائف ومدارس الشيعة